# Neovulturnus punctulatus
Neovulturnus punctulatus är en insektsart som beskrevs av Evans 1937. Neovulturnus punctulatus ingår i släktet Neovulturnus och familjen dvärgstritar. Inga underarter finns listade i Catalogue of Life.